# Edition F
Edition F (Eigenschreibweise EDITION F) ist ein Onlinemagazin für Frauen, das Nora-Vanessa Wohlert und Susann Hoffmann 2014 als Start-up-Unternehmen in Berlin gegründet haben. Im Gründungsjahr erhielt es einen LeadAward in der Kategorie Online Independent des Jahres. Seit Oktober 2022 gehört Edition F zur Funke Mediengruppe.

## Konzept und Finanzierung
Edition F ist als Business- und Lifestyle-Magazin für Frauen konzipiert in der Lücke „zwischen stereotypen, intellektuell wenig herausfordernden Frauenmagazinen und Wirtschaftsmagazinen, die eher auf Männer ausgerichtet sind“, so Co-Gründerin Nora-Vanessa Wohlert. Im Gründungsjahr sammelten Wohlert und Hoffmann Investitionen in Höhe von 100.000 Euro. Die Zahl der monatlichen Besucher lag laut Tagesspiegel Ende 2015 bei 350.000. Nach einer weiteren Finanzierungsrunde wurde das Unternehmen auf einen Wert von vier Millionen Euro geschätzt. Bis 2016 erhielt es insgesamt 850.000 Euro und zählte 500.000 Besucher im Monat. Die Gründerinnen Nora-Vanessa Wohlert und Susann Hoffmann waren an der Edition F GmbH mit jeweils 37 Prozent beteiligt. Sie verließen das Unternehmen im Jahr 2020.

## Redaktion
Der Sitz der Redaktion befindet sich in der Friedrichstraße Berlin, in den Räumen der Funke Mediengruppe. Bis 2017 waren die Gründerinnen Nora-Vanessa Wohlert und Susann Hoffmann Chefredakteurinnen und Teresa Bücker Redaktionsleiterin. Anschließend übernahm Teresa Bücker die Chefredaktion und Silvia Follmann die Redaktionsleitung, bis Teresa Bücker im Juni 2019 das Unternehmen verließ und Silvia Follmann die alleinige Redaktionsleiterin wurde. Im September 2019 verließ auch Silvia Follmann das Unternehmen. Von März 2020 bis Dezember 2021 war Mareice Kaiser Chefredakteurin von Edition F. Seit Anfang 2022 führt die Autorin und Journalistin Anne-Kathrin Heier die Redaktion als Editorial Lead. Teil der Redaktion sind darüber hinaus Justin Teixeira Amaral, der den Edition F Podcast Echt&Unzensiert verantwortet und hostet, sowie die Redakteurinnen Linda Rachel Erni und Camille Haldner.

## Inhalte
Kern von Edition F ist das Magazin, das sich mit Themen rund um Gleichberechtigung in Gesellschaft, Politik und Wirtschaft beschäftigt. Sie sind laut der Website des Grimme Online Award 2018 „authentisch und feministisch“. Das Magazin sei im Zuge von #metoo „zu einer starken Stimme geworden“.
Ein offener Brief der 2016 neu gewählten CDU-Bezirksverordneten von Berlin-Mitte, Jenna Behrends, den zuerst Edition F veröffentlicht hatte, brachte dem Magazin mediale Aufmerksamkeit. Behrends attestierte darin ihrer Partei ein strukturelles Sexismus-Problem und löste damit eine Debatte in der CDU aus.

## Preisverleihungen
Ab 2014 verlieh Edition F jährlich zusammen mit Zeit Online und dem Handelsblatt den 25 Frauen Award.
2021 wurde der Edition F Award verliehen. Betont wurde dabei eine stärkere Berücksichtigung von „Women of Color, trans-, intersexuelle und nichtbinäre Personen, Frauen mit Behinderungen und Frauen, die von Klassismus betroffen sind“. Enissa Amani sagte in diesem Rahmen: „Wir haben eine Sache noch zu wenig begriffen: Wie wichtig es ist, sich für Gruppen einzusetzen, denen wir nicht angehören.“

## Female Future Force Day
Am 25. August 2018, am 12. Oktober 2019, am 16. und 17. September 2021 wurde ein Female Future Force Day veranstaltet. Die für den 10. Oktober 2020 geplante Ausgabe wurde wegen der COVID-19-Pandemie abgesagt. Im Jahr 2023 ging der FFF DAY in der Arena Berlin am 21. Oktober in die vierte Runde, am 12. Oktober 2024 fand er 2024, also im 10. Jahr des Bestehens von Edition F, zum fünften Mal statt – erstmals im Kongresszentrum bcc Berlin.
Im Jahr 2025 wird der FFF DAY erneut im bcc Berlin stattfinden: am 11. Oktober mit 50 Sprecher und Sprecherinnen und über 1000 erwartetem Besuchern und Besucherinnen.
„Wie wollen wir leben?“ sei die Frage, die der FFF Day jedes Jahr aufs Neue stelle, sagt die Redaktionsleiterin Anne-Kathrin Heier. „Das Motto des Events lautet im Jahr 2025: BE BOLD. Denn gerade brauchen wir Mut mehr denn je. Wir brauchen mutige Menschen, die sich dem gegenwärtigen feministischen Backlash entgegenstellen. Die Haltung zeigen. Die da sind, wo niemand mehr ist. Die für alle kämpfen, wo andere längst resigniert haben. Die Allys sind. Die laut sind. Die sich in andere Lebenswirklichkeiten einfühlen und eigene Privilegien nutzen, um das Leben aller zu verbessern.“

## Auszeichnungen
- 2014: LeadAward in Silber in der Kategorie Online Independent des Jahres[16]
- 2017: Journalist des Jahres in der Kategorie Entrepreneur[5]
- 2018: Nominierung für den Grimme Online Award[9]

## Weblink
- Edition F